# Gnidia chrysantha
Gnidia chrysantha är en tibastväxtart som först beskrevs av Solms-laub., och fick sitt nu gällande namn av Ernest Friedrich Gilg. Gnidia chrysantha ingår i släktet Gnidia och familjen tibastväxter. Inga underarter finns listade i Catalogue of Life.